# جائزة الولايات المتحدة الكبرى 2014
جائزة الولايات المتحدة الكبرى 2014 (بالإنجليزية: 2014 United States Grand Prix)‏ هو سباق فورمولا 1 أقيم بتاريخ 2 نوفمبر 2014 في حلبة الأمريكتين، مقاطعة ترافيز، أوستن. كان السابع عشر من أصل 19 في بطولة العالم لسباقات الفورمولا واحد موسم 2014. حلّ البريطاني لويس هاملتون أولا بينما جاء الألماني نيكو روسبيرغ في المركز الثاني وحصل على المركز الثالث الأسترالي دانيل ريكاردو.